# Leucopogon enervius
Leucopogon enervius är en ljungväxtart som beskrevs av André Guillaumin. Leucopogon enervius ingår i släktet Leucopogon och familjen ljungväxter. Inga underarter finns listade i Catalogue of Life.